# Day of Glory
Day of Glory – debiutancki album studyjny szwajcarskiego piosenkarza i skrzypka Sebastiano „Sebaltera” Paù-Lessiego wydany 9 stycznia 2015 roku nakładem wytwórni Phonag Records.
Tydzień po premierze album zadebiutował na dziewiątym miejscu najczęściej kupowanych płyt w Szwajcarii.

## Single
Pierwszym singlem promującym płytę został utwór „Hunter of Stars”, z którym Sebalter reprezentował Szwajcarię w 59. Konkursie Piosenki Eurowizji organizowanym w Kopenhadze. Piosenka zajęła ostatecznie trzynaste miejsce po uzyskaniu łącznie 64 punktów.
Drugim singlem z płyty została piosenka „Saturday”, która została wydana w formie singla 18 lipca 2014 roku. 

## Lista utworów
Opracowano na podstawie materiału źródłowego.
| Nr  | Tytuł utworu                      | Autorstwo            | Długość |
| --- | --------------------------------- | -------------------- | ------- |
| 1.  | „Shadows”                         | Sebastiano Paù-Lessi | 2:47    |
| 2.  | „September”                       | Paù-Lessi            | 4:08    |
| 3.  | „Day of Glory”                    | Paù-Lessi            | 3:00    |
| 4.  | „Sweet Melancholy”                | Paù-Lessi            | 3:55    |
| 5.  | „Hunter of Stars”                 | Paù-Lessi            | 3:04    |
| 6.  | „Sleepless Nights”                | Paù-Lessi            | 4:02    |
| 7.  | „Clouds”                          | Paù-Lessi            | 3:32    |
| 8.  | „Saturday”                        | Paù-Lessi            | 3:08    |
| 9.  | „Nostalgia”                       | Paù-Lessi            | 2:32    |
| 10. | „Songs of Serenity”               | Paù-Lessi            | 4:07    |
| 11. | „Not Every Picture Means Goodbye” | Paù-Lessi            | 4:07    |
|     |                                   |                      | 38:22   |

## Notowania na listach sprzedaży
| Kraj       | Lista (2015)   | Najwyższe miejsce |
| ---------- | -------------- | ----------------- |
| Szwajcaria | Albums Top 100 | 9                 |